# Aedes vexans
Aedes vexans é um espécie de mosquito do Género Aedes, pertencente à família Culicidae.